# 里垣村
里垣村（さとがきむら）は山梨県西山梨郡にあった村。現在の甲府市中心部の東方、中央本線酒折駅周辺にあたる。
｢里垣｣という地名は合成地名で、それぞれ合併前の｢酒折村｣の｢さ｣、｢東光寺村｣の｢と｣、「板垣村｣(善光寺周辺)の｢がき｣を合成したもの。

## 地理
- 山：八人山、愛宕山
- 河川：濁川、十郎川、大円川、高倉川

## 歴史
- 1875年（明治8年）1月 - 山梨郡坂折村・板垣村・東光寺村が合併して里垣村となる。
- 1878年（明治11年）7月22日 - 郡区町村編制法の施行により、里垣村が西山梨郡の所属となる。
- 1889年（明治22年）7月1日 - 町村制の施行により、里垣村が単独で自治体を形成。
- 1937年（昭和12年）8月1日 - 甲府市に編入。同日里垣村廃止。

## 交通

### 鉄道路線
- 鉄道省
  - 中央本線
    - 酒折駅
- 富士身延鉄道
  - 富士身延鉄道線（現・身延線）
    - 善光寺駅

### 道路
- 甲州街道（現・国道411号）

## 名所・旧跡・観光スポット・祭事・催事
- 酒折宮
- 不老園
- 東光寺（甲府五山）
- 能成寺（同上）
- 甲斐善光寺